# Anohni
Anohni, tidigare känd som Antony Hegarty eller Antony, född 24 oktober 1971 i Chichester, West Sussex, England, är en brittisk sångare, låtskrivare och bildkonstnär. Hon har uppträtt både som soloartist och som sångare i banden Anohni and the Johnsons och Hercules and Love Affair. Hon är känd för sin starka och berörande sångröst.

## Biografi
Anohnis familj bodde ett år i Amsterdam 1977 och flyttade 1981 till San Jose i Kalifornien, där hon gick på Lincoln High School, studerade musik och samlade på skivor. Hennes mamma Barbara var fotograf och pappan Brendan arbetade som ingenjör på IBM och som chef på Seagate Technology. Anohni identifierar sig själv som transgender.. 
År 1990 flyttade Anohni till Manhattan för att studera vid Experimental Theater Wing på New York University. 1992 grundade hon performancekollektivet Blacklips (senare Blacklips Performance Cult) tillsammans med Johanna Constantine. Under flera år uppträdde hon på nattklubbar med förinspelade kassettband och regisserade sena teaterföreställningar.
I en intervju 2005 berättade Anohni att hon lyssnade mycket på OMD, Kate Bush, Culture Club, Alison Moyet och särskilt Marc and the Mambas. Hon kände igen sig i Culture Clubs sångare Boy George.
Anohni identifierade sig som transperson från tidig ålder. År 2016 meddelade hon att hon bytte namn till Anohni, och utvecklade sina tankar om att vara transperson: ”Transidentiteten är ett vackert mysterium; det är en av naturens bästa idéer. Vilken otrolig drivkraft, som får ett femårigt barn att berätta för sina föräldrar att det inte är vad de tror att det är. Får dessa barn bara lite syre kan de blomstra och bli en sådan gåva. De ger andra människor tillåtelse att utforska sig själva djupare och låta färgerna i deras egen psyke blomma ut.”

## Konstnärskap
Anohni har sagt att hennes konst inspireras av Peter Hujar, den japanska dansaren Kazuo Ohno och sångerskan Nina Simone.
Hegarty gästar på låtarna "The Dull Flame of Desire" och "My Juvenile" av den isländska musikern Björk från albumet Volta (2007). Hon samarbetade med systrarna Bianca och Sierra Casady, som tillsammans har bandet CocoRosie.
Den 25 februari 2015 meddelades att hon arbetade med sitt femte album Hopelessness och att det skulle bli det första som släpptes under nya artistnamnet Anohni.

## Diskografi
Med Antony and the Johnsons
- Antony and the Johnsons (2000)
- I Am a Bird Now (2005)
- The Crying Light (2009)
- Swanlights (2010)
- Cut the World (live) (2012)
- Turning (live DVD och soundtrack) (2014)

Som Anohni
- Hopelessness (2016)
- Paradise EP (2017)